# سينثيا تومسون
سينثيا تومسون (بالإنجليزية: Cynthia Thompson)‏ هي عداءة سريعة جامايكية، ولدت في 29 نوفمبر 1922 في كينغستون في جامايكا، وتوفي بنفس المكان في 8 مارس 2019.

## وصلات خارجية
- سينثيا تومسون على موقع اللجنة الأولمبية الدولية (الإنجليزية)
- سينثيا تومسون على موقع أوليمبيديا (الإنجليزية)